# اندیس تنگ سپو
تنگ سپو یک اندیس غیرفلزی است که در حوالی شهر دهدشت استان کهگیلویه و بویراحمد قرار دارد و مادهٔ معدنی موجود در آن، مواد اولیه سیمان است.سنگ میزبان این اندیس مارن و شیل است و دیرینگی آن به دوران کرتاسه پایانی می‌رسد. 